# Joshua (álbum)
Joshua fue el sexto álbum de estudio de Dolly Parton,lanzado al mercado en febrero de 1971. Este incluyó su primera canción,(Joshua),que alcanzó el puesto n.º1 de la lista country. El álbum alcanzó el puesto n.º16 en la lista de álbumes country, y el n.º198 de la lista de álbumes pop. El sencillo del álbum, "Joshua", fue nominado a un Grammy y fue la primera canción de Parton en alcanzar el número uno en la lista Billboard Hot Country Songs.

## Lanzamiento y promoción
El álbum fue lanzado el 12 de abril de 1971 en LP y 8 pistas.
El sencillo del álbum, "Joshua", fue lanzado en noviembre de 1970, alcanzó el puesto número uno en la lista Billboard Hot Country Songs y el número 108 en la lista Billboard Bubbling Under Hot 100. El sencillo alcanzó el puesto número dos en Canadá en la lista RPM Country Singles.

## Recepción de la crítica
La reseña publicada en la edición del 24 de abril de 1971 de Billboard decía: «Dolly Parton llevó a 'Joshua' directamente a la cima de la lista de sencillos country, y ahora debería llevarlo también a la cima de la lista de LP, con este seguimiento excepcional del álbum. La mayoría de las canciones son originales, y hay muchas que se destacan, entre ellas "You Can't Reach Me Anymore", "The Last One to Touch Me" y "Chicken Every Sunday".».
La edición del 10 de abril de 1971 de Cashbox incluía una reseña que decía: «"Joshua" de Dolly Parton tiene que ser uno de los mejores discos country de todos los tiempos que se haya grabado. la primera vez que lo escuché junto con otras nueve excelentes selecciones. Siempre un éxito de ventas, este LP que contiene "The Last One to Touch Me", "Walls of My Mind", "Chicken Every Sunday", "Letter to Heaven", y "JJ Sneed", que son pistas sobresalientes, seguramente encabezarán las listas en breve.».
AllMusic le dio al álbum 3.5 de 5 estrellas.

## Reconocimientos
El sencillo del álbum, "Joshua", fue nominado a Mejor Interpretación Vocal Country Femenina, en la 14.ª Entrega Anual de los Premios Grammy.

## Canciones
1. "Joshua" - 3:04
2. "The Last One To Touch Me" - 3:05
3. "Walls Of My Mind" - 2:33
4. "It Ain't Fair That It Ain't Right" - 2:20
5. "J.J. Sneed" - 2:54
6. "You Can't Reach Me Anymore" - 2:40
7. "Daddy's Moonshine Still" - 3:32
8. "Chicken Every Sunday" - 2:37
9. "The Fire's Still Burning" - 2:50
10. "Letter To Heaven" - 2:27